# Pharaoh hound
O pharaoh hound[Nota], originalmente chamado kelb-tal fenek (em português:  cão de coelho), é uma raça cujo nome em inglês remete à semelhança com os antigos cães do Oriente Médio, pertencentes aos mercadores fenícios que se espalharam na região do Mediterrâneo. Caçadores de coelhos, utilizavam audição, olfato e visão para capturarem estas pequenas presas. Ainda usado para caça, tornou-se popular como cão de companhia, ainda que seu adestramento seja considerado difícil.